# Fred Williamson
 (juillet 2016).
Si vous disposez d'ouvrages ou d'articles de référence ou si vous connaissez des sites web de qualité traitant du thème abordé ici, merci de compléter l'article en donnant les références utiles à sa vérifiabilité et en les liant à la section « Notes et références ».
Pour les articles homonymes, voir Williamson.
Fred Williamson est un acteur, producteur, réalisateur et scénariste américain, né le 5 mars 1938 à Gary, dans l'Indiana.
Il est également un ancien joueur professionnel de football américain.

## Biographie

### Enfance et formations
Freddie Robert Williamson naît le 5 mars 1938 à Gary, dans l'Indiana. Il est l'aîné des enfants de son père Frank Williamson, un soudeur, et de sa mère Lydia Williamson.
Il s'inscrit au lycée Froebel (Froebel High School), où il joue au football américain. Il obtient son diplôme, en 1956. Il quitte sa ville natale pour Evanston, en Illinois, où il assiste aux cours à l'université Northwestern grâce à une bourse de football.

### Carrière
D'abord joueur de football américain (defensive back), Fred Williamson, surnommé The Hammer (« le marteau »), joue dans les années 1960 pour des clubs comme les Raiders d'Oakland ou les Chiefs de Kansas City.
Comme son collègue Jim Brown, il devient ensuite acteur et apparaît principalement dans des films d'action. Vedette de la blaxploitation dans les années 1970, il tient des rôles dans de nombreux films de série B, aux États-Unis mais aussi en Europe.

### Vie privée
En 1960, Fred Williamson se marie à Ginette Lavonda jusqu'à leur divorce en 1967. Depuis 1988, il est marié à Linda Williamson. Il a trois enfants, mais, selon les rumeurs, il en aurait six.
Il soutient Donald Trump lors de l'élection présidentielle américaine de 2016.

## Filmographie

### En tant qu'acteur

#### Longs métrages
- 1970 : MASH : Dr Oliver Harmon « Spearchucker » Jones
- 1970 : Dis-moi que tu m'aimes, Junie Moon (Tell Me That You Love Me, Junie Moon) : le garçon à la plage
- 1972 : Libre à en crever (en) (The Legend of Nigger Charley) : Nigger Charley
- 1972 : Hammer (en) : B.J. Hammer
- 1973 : Black Caesar, le parrain de Harlem (Black Caesar) de Larry Cohen : Tommy Gibbs
- 1973 : The Soul of Nigger Charley (en) : Nigger Charley
- 1973 : Opération Hong Kong (en) (That Man Bolt) : Jefferson Bolt
- 1973 : Casse dans la ville (Hell Up in Harlem) de Larry Cohen : Tommy Gibbs
- 1974 : Jo le fou (Cazy Joe) : Willy
- 1974 : Les Durs (Tough Guys) : Joe Snake
- 1974 : Black Eye : Stone
- 1974 : Les Démolisseurs (Three the Hard Way) de Gordon Parks Jr. : Jagger Daniels
- 1975 : Boss Nigger : Boss Nigger
- 1975 : Bucktown : Duke
- 1975 : La Chevauchée terrible (Take a Hard Ride) : Tyree
- 1975 : The New Spartans : Lincoln
- 1976 : Johnny Barrows (en) (Mean Johnny Barrows) : Johnny Barrows
- 1976 : Adiós Amigo (en) : Big Ben
- 1976 : No Way Back (en) : Jesse Crowder
- 1976 : Death Journey (en) : Jesse Crowder
- 1976 : Joshua (en) : Joshua
- 1977 : Mr. Mean (en) : Mr. Mean
- 1978 : Une poignée de salopards (Quel maledetto treno blindato) : Fred Canfield
- 1978 : Fureur aveugle (Blind Rage) : Jesse Crowder
- 1982 : Les Guerriers du Bronx (1990: I guerrieri del Bronx) : l'Ogre
- 1982 : Les Quatre justiciers (en) (One Down, Two to Go) : Cal
- 1983 : Le Chevalier du monde perdu (I predatori dell'anno Omega) de David Worth : un homme de main
- 1983 : Vigilante : Nick
- 1983 : Les Nouveaux Barbares (I nuovi barbari) : Nadir
- 1983 : The Last Fight (en) : Jesse Crowder
- 1983 : Big Score (en) (The Big Score) : Le détective Frank Hooks
- 1984 : 2072, les mercenaires du futur (I guerrieri dell'anno 2072) : Abdul
- 1984 : Autorisé à tuer (Deadly Impact) : Lou
- 1984 : Vivre pour survivre (White Fire) : Noah Barclay
- 1986 : Foxtrap, le piège (Foxtrap) : Thomas Fox
- 1986 : Le Convoyeur (The Messenger) : Jake Sebastian Turner
- 1987 : Inglorious Bastards 2: Hell's Heroes (Eroi dell'inferno) : Feather
- 1987 : Black Cobra (en) (Cobra nero) : le détective Robert Malone
- 1988 : Delta Force Commando : le capitaine Samuel Beck
- 1988 : Black Cobra 2 : le lieutenant Robert Malone
- 1989 : The Kill Reflex (en) : Soda Cracker
- 1990 : Détective Malone : le détective Robert Malone
- 1990 : Coup de main aux Philippines (The Black Cobra 3) : le lieutenant Robert Malone
- 1991 : Delta Force Commando II: Priority Red One : le capitaine Sam Beck
- 1991 : Steele's Law : John Steele
- 1992 : South Beach : Mack Derringer
- 1992 : Deceptions : Brady
- 1992 : State of Mind : Loomis
- 1995 : Silent Hunter : le shérif Mantee
- 1996 : Une nuit en enfer (From Dusk Till Dawn) : Frost
- 1996 : Original Gangstas (en) : John Bookman
- 1997 : Night Vision : Dakota « Dak » Smith
- 1998 : La Manière forte (Whatever It Takes) : Paulie Salano
- 2000 : Crash dans l'océan (en) (Submerged) : le capitaine Masters
- 2001 : The Rage Within : Dakota Smith
- 2001 : Deadly Rhapsody : Jake
- 2001 : Shadow Fury (en) : Sam
- 2002 : On the Edge : Dakota Smith
- 2003 : Vegas Vampires : Fred Pittman
- 2004 : Starsky et Hutch (Starsky & Hutch) : le capitaine Dobey
- 2005 : Soft Target : Paxton
- 2005 : Transformed (vidéo) : Bob
- 2006 : Fighting Words : Gabriel
- 2017 : We Blew It : lui-même
- 2020 : VFW (en) : Abe Hawkins

#### Téléfilms
- 1969 : Haute tension dans la ville (Deadlock) : Williams
- 1979 : Supertrain : Al Roberts
- 1991 : Three Days to a Kill : Cal
- 1997 : Fast Track : Lowell Carter
- 1998 : Blackjack : Tim Hastings

#### Séries télévisées
- 1969 : Star Trek (série) : épisode Nuages : Anka
- 1978 : Détroit : Leonard Wingate
- 1985 : Half Nelson : Chester Long

### En tant que réalisateur
- 1976 : Mean Johnny Barrows (en)
- 1976 : Adiós Amigo (en)
- 1976 : No Way Back (en)
- 1976 : Death Journey (en)
- 1977 : Mr. Mean (en)
- 1982 : Les Quatre justiciers (en) (One Down, Two to Go)
- 1983 : Warrior of the Lost World
- 1983 : The Last Fight (en)
- 1983 : Big Score (en)
- 1986 : Foxtrap
- 1986 : Le Convoyeur (The Messenger)
- 1989 : The Kill Reflex (en)
- 1991 : Steele's Law
- 1991 : Critical Action
- 1991 : 3 Days to a Kill (TV)
- 1992 : South Beach
- 1995 : Silent Hunter
- 2001 : Le Nettoyeur (Down 'n Dirty) (TV)
- 2002 : On the Edge
- 2003 : Vegas Vamps

### En tant que producteur
- 1975 : Boss Nigger
- 1976 : Mean Johnny Barrows (en)
- 1976 : Adiós Amigo (en)
- 1976 : No Way Back (en)
- 1976 : Death Journey (en)
- 1977 : Mr. Mean (en)
- 1982 : Les Quatre justiciers (en) (One Down, Two to Go)
- 1986 : Foxtrap
- 1986 : Le Convoyeur (The Messenger)
- 1988 : Taxi Killer
- 1991 : Steele's Law
- 1991 : 3 Days to a Kill (TV)
- 1992 : South Beach
- 1996 : Original Gangstas (en)
- 1997 : Night Vision
- 2000 : Down 'n Dirty

### En tant que scénariste
- 1976 : Adiós Amigo (en)
- 1976 : No Way Back (en)
- 1976 : Joshua (en)
- 1983 : The Last Fight (en)
- 1991 : Steele's Law
- 1991 : 3 Days to a Kill (TV)
- 2003 : Vegas Vamps